# Lamborghini Centenario
Lamborghini Centenario - середньомоторний повнопривідний суперкар, випущений обмеженою серією в 40 екземплярів на честь 100-річного ювілею творця марки Lamborghini Ферруччо Ламборгіні. Автомобіль був розроблений студією дизайну Lamborghini Centro Stile і представлений в рамках Женевського автосалону в березні 2016 року. Всього було випущено 20 купе і 20 родстерів, причому весь тираж був розпроданий.

## Опис

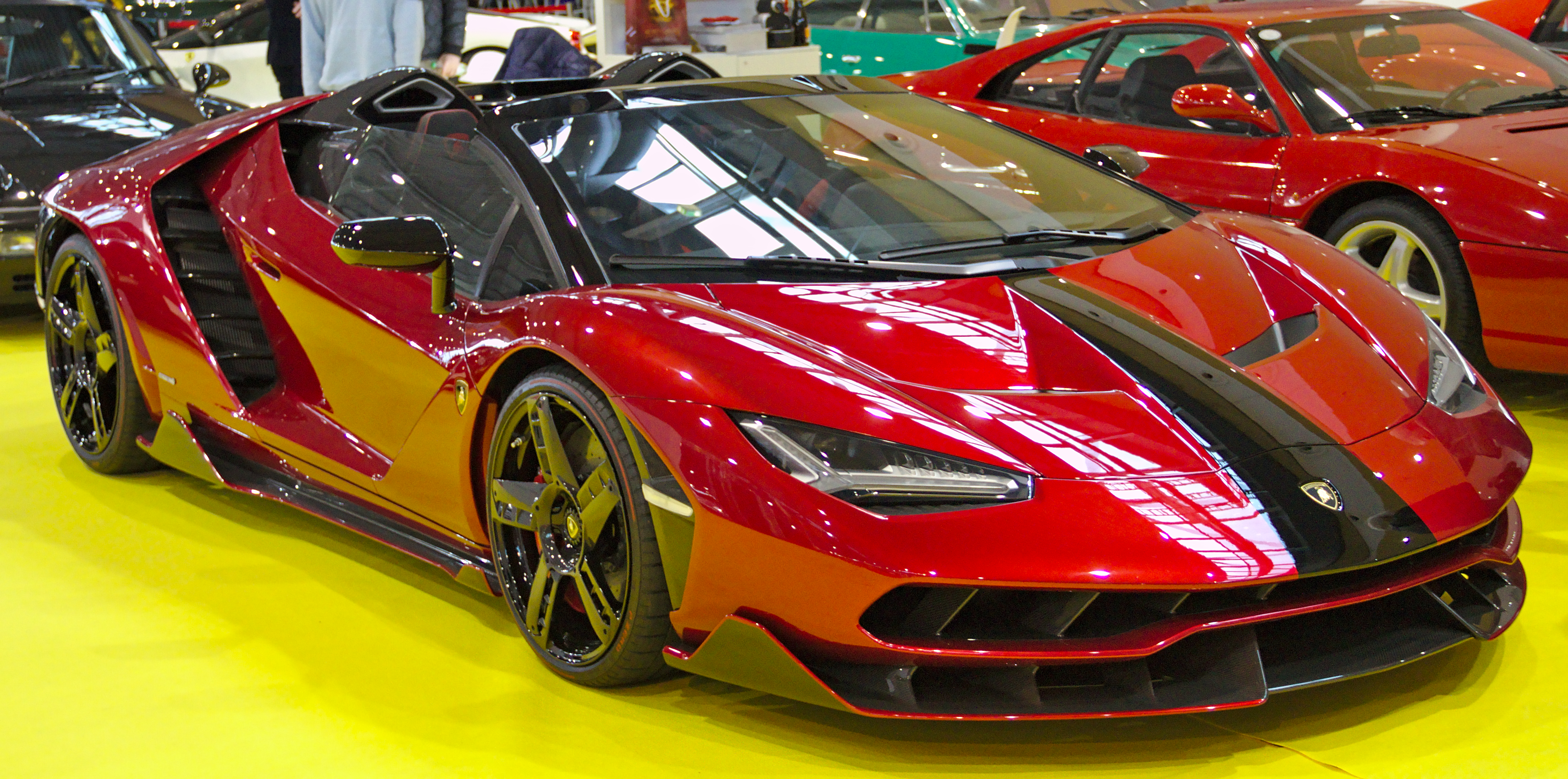
Lamborghini Centenario Roadster

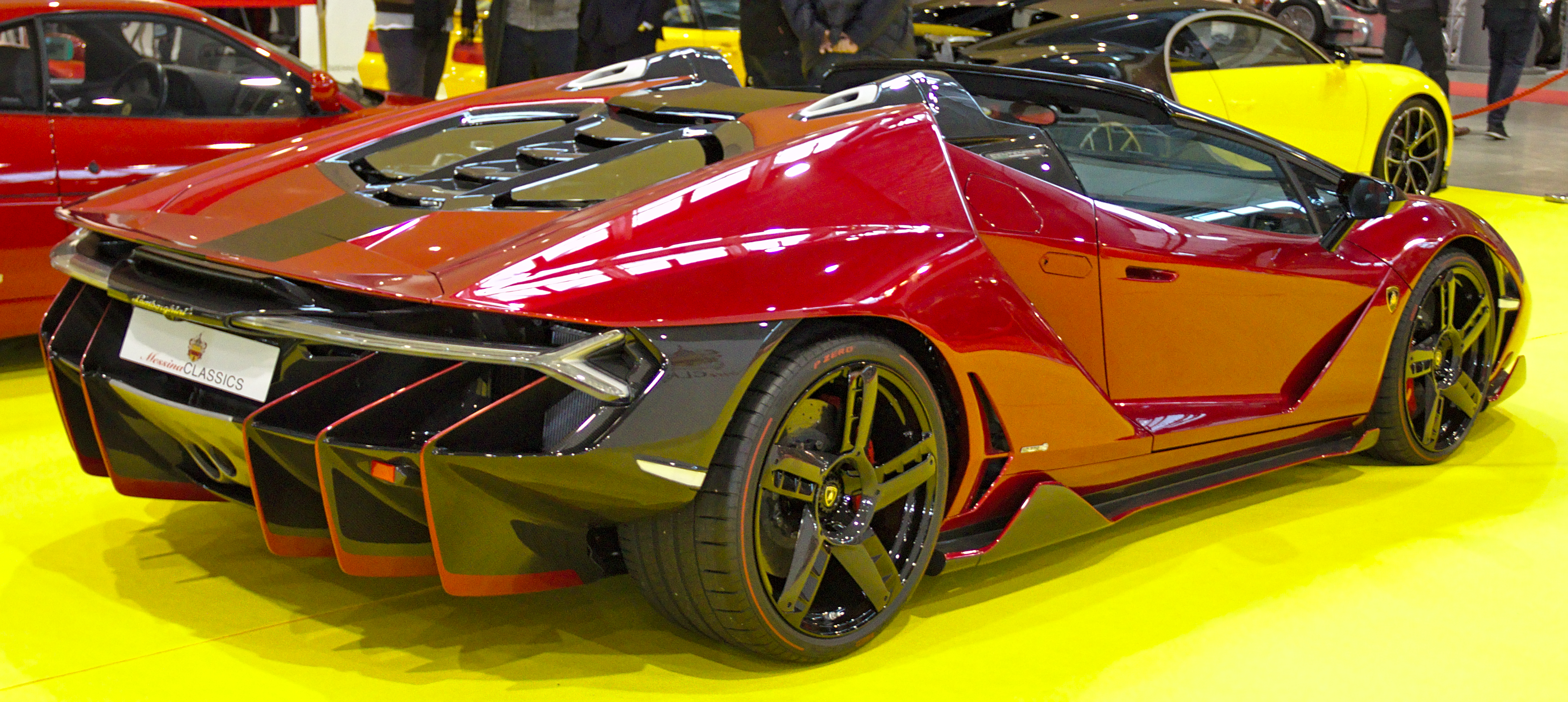

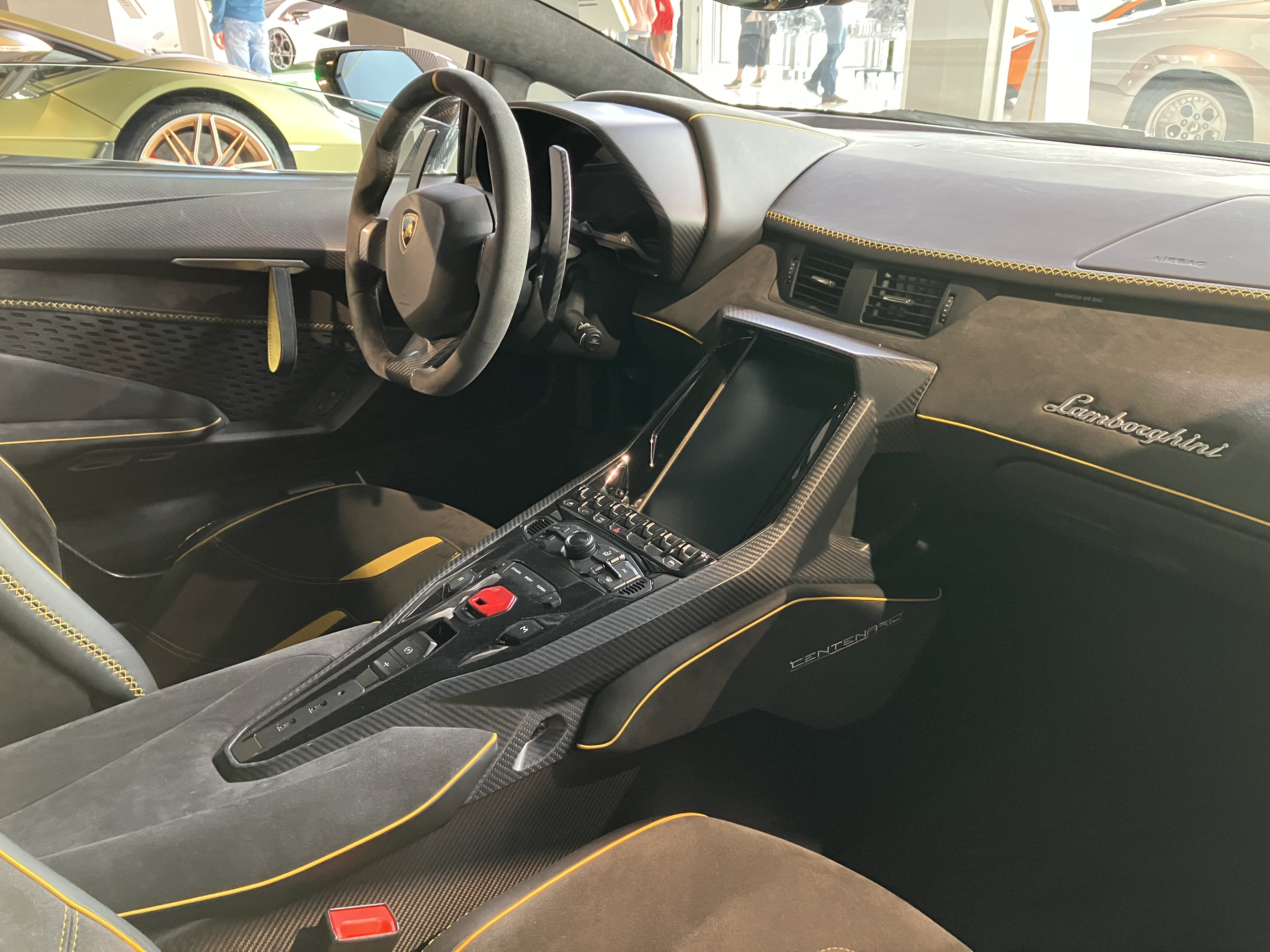

Суперкар, кузов якого є монокок з вуглецевого волокна, оснащений модернізованим V12 двигуном Lamborghini L539 вагою 235 кг з робочим об'ємом 6,5 літра, потужність якого становить 770 кінських сил (566 кВт) при 8500 об/хв. Крутний момент дорівнює 690 Нм при 5500 оборотах на хвилину. Час розгону автомобіля від 0 до 100 км/год складає 2,8 секунди, від 0 до 200 км/год - 8,6 секунди, від 0 до 300 км/год - 23,5 секунди. Максимальна швидкість дорівнює 350 км/год. Для передачі потужності, яка розподіляється між усіма колесами, використовується напівавтоматична коробка передач ISR з 7 швидкостями. У передній частині суперкара встановлені шини 255/30 ZR20, в задній - 355/25 ZR20.
Комбінована витрата палива за заявою компанії становить 13,6 літра на 100 км, в місті - 24,7 літра, по трасі - 10,7. Викид речовин забруднення (CO2 дорівнює 370 грам/км, при цьому автомобіль відповідає екологічним нормам Євро-6.

## Двигун
- 6.5 L L539 V12 770 к.с. (566 кВт) при 8500 об/хв, 690 Нм при 5500 об/хв